# Neocordulia biancoi
Neocordulia biancoi – gatunek ważki z rodziny Synthemistidae. Występuje w północnej części Ameryki Południowej; stwierdzono go tylko w Wenezueli w stanach Amazonas i Bolívar.